# 4447 Kirov
4447 Kirov è un asteroide della fascia principale. Scoperto nel 1985, presenta un'orbita caratterizzata da un semiasse maggiore pari a 2,8541955 UA e da un'eccentricità di 0,0764877, inclinata di 2,69265° rispetto all'eclittica.